# Рафал из Сенявы
Рафал из Сенявы (пол. Rafał Sieniawski z Sieniawy; умер перед 22 марта 1518 года) — шляхтич и государственный деятель Королевства Польского. Представитель рода Сенявских.

## Биография
Сын Гунтера (Гюнтера) из Сенявы (ум. около 1494 года) и его жены (имя неизвестно). Польский историк Каспер Несецкий считал его сыном каштеляна накельского Димитра Грановского герба Лелива.
Публичную жизнь начал как асессор львовских судов: городского и земского с 1485 года на попечении отца. В то время часто его называли Судичем. В 1492 году на львовском городском суде на сессии для евреев заступал судью, рассматривал еврейские дела. В 1494—1495 годах львовский староста установил залог 100 гривен в споре Рафала из Сенявы с Павелом Печихойским из Печихвостов. Спор становился все более сильным, для того 1496 года подстароста установил залог 400 гривен. В 1498 году был земским судьей львовским. 15 июня 1502 года получил в Люблине должность галицкого хорунжего. В 1503 году в Люблине польский король Александр Ягеллончик разрешил ему залог Ивану Дзедушицкому королевских сел Добряны, Лубча (Лубьяна). В 1504 году был на Пётркувском сейме (неизвестно, посол ли), на котором король восстановил согласие заставления названных сел за 430 гривен. В 1506 году он получил от короля Александра Ягеллончика на Любельском сейме освобождения на 10 лет от налогов с удерживаемых в тени королевщин в Галицком и Львовском поветах.
Перед 1497 годом Рафал из Сенявы разделил наследство отца с братом Яном (получил Волков, несколько сел). Владелец части в Сеняве и Ходорковичах и их богатыми окрестностями с двоюродными братьями — сыновьями дяди Николая, которые стали называться Леливами. Также принял королевщины Войнилов с 5 селами, Баковцы с 5 селами, имел в тени половину Голуховичей во Львовской земле. В 1502 году Рафал купил у двоюродного брата Дмитрия Леливы из Сенявы Тенетники с условием: если брат Дмитрия Станислав, или его собственный сын Станислав вернутся из турецкого рабства и предъявили свои права на село, Дмитрий дал бы ему за 100 коп денег право на Ходорковичи, Зарудье. Несколько лет занимался племянниками Николаем, Станиславом — сыновьями Ивана (Иваська), дал им имение. В 1503 году Рафал выплатил Владиславу Яричевскому 200 гривен приданое для его жены Барбары из Фельштина — дочери Северина Гербурта, вдовы брата Ивана во втором браке, те уступили Рафалу из Сенявы половину Волкова, Кугаева, отдали королевские документы. В 1505 году Рафал уплатил все долги умершего брата.
В 1492 году Рафал из Сенявы женился на Агнешке — дочери королевского слуги Ивана Влоха Цебровского из Жабокруков и Анны. 18 декабря 1492 года Анна Цебровская и Рафал из Сенявы подали иск на львовского старосту Спытко Ярославского Влодка из Белки, обжалуя похищение своей невесты Агнешки со двора тещи, грабеж домохозяйства (в том числе летнего платья из китайки (едваба), которое купил ей Рафал из Сенявы. Спытко Ярославский Влодек признал, что Агнешка Цебровская была обещана ему в жены и пришла к его двору сама, выведенная матерью на 2-конной повозке с узлом одежды, что подтвердили 5 января 1493 года свидетели. Староста галицкий Спыштко Ярославский постановил залог 1000 гривен, стороны пообещали оставить в покое Агнешку Цебровскую до решения вопроса королем на Пётркувском сейме после 18 января 1493 года. Рафал из Сенявы подал жалобу львовскому консистору Яна за то, что Спытко Ярославский женился на Агнешке Цебровском на дворе пани Злотницкой в Германовке, зная о заключении брака, а также о 300 флоринах вреда. Приговоры короля и консистора были в пользу Рафала из Сенявы, потому что в 1497—1498 годах как вдова Спытко Ярославскому из Белки упомянута Барбара.
Предполагается[кем?], что Агнешка Цебровская могла быть его второй женой (после брака состояла на дворе матери; Спытко Ярославский Влодек не припоминал её обещания выйти за него). Три его сына — Николай, Александр, Прокоп — упомянутые в источниках 1512 года, следовательно, родились до 1492 года, имя первой жены неизвестно. У него была дочь (имя неизвестное) — жена Николая Конарского, мать Марцеля Конарского — придворного герцога Пруссии Альбрехта.